# Aron Chmielewski
Aron Chmielewski (ur. 9 października 1991) – polski hokeista, reprezentant Polski.

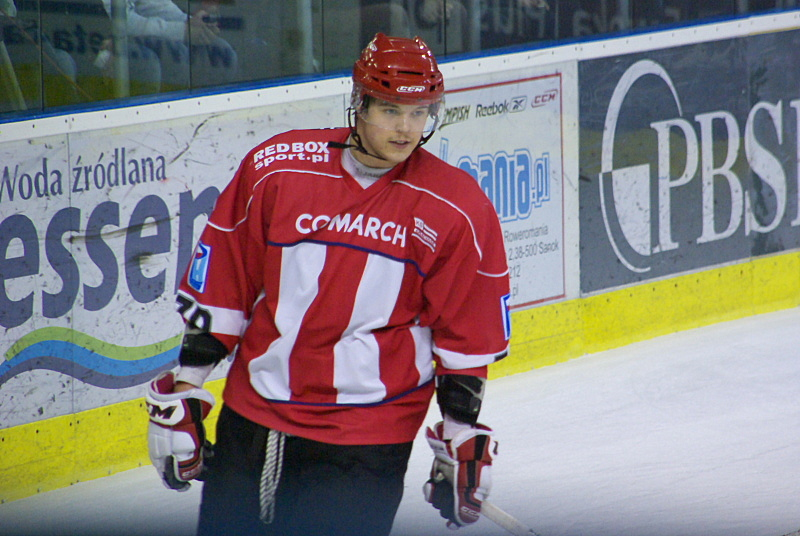
Aron Chmielewski w barwach Cracovii (2012)

## Kariera klubowa
- Hannover Indians U18 (2007-2008)
- Stoczniowiec II Gdańsk (2008-2009)
- Stoczniowiec Gdańsk (2009-2011)
- Cracovia (2011-2014)
- HC Oceláři Trzyniec (2014-2023)
  -  HC Hawierzów (2014-2015)
  -  HC Frýdek-Místek (2015-2019)
- HC Ołomuniec (2023-2024)
- MHk 32 Liptovský Mikuláš (2024-2025)
- HK Dukla Michalovce (2025)
- Zagłębie Sosnowiec (2025-)

Wychowanek Stoczniowca Gdańsk. Od września 2011 zawodnik Cracovii. W tym czasie podpisał trzyletni kontrakt z klubem. Od kwietnia 2014 zawodnik czeskiego klubu HC Oceláři Trzyniec. Od września 2014 równolegle przekazywany do zespołu farmerskiego HC Hawierzów w 1. lidze. Podjął występy w rozgrywkach czeskiej Tipsport extraligi sezonów 2014/2015, 2015/2016. We wrześniu 2015 równolegle przekazany czasowo do zespołu HC Frýdek-Místek. Pod koniec marca 2016 przedłużył kontrakt z klubem z Trzyńca o dwa lata. 4 maja 2023 ogłoszono jego angaż w HC Ołomuniec. W czerwcu 2024 został zawodnikiem słowackiego klubu MHk 32 Liptovský Mikuláš. W styczniu 2025 przeszedł do Dukli Michalovce. Pod koniec kwietnia 2025 ogłoszono, że został zawodnikiem Zagłębia Sosnowiec.
W trakcie kariery zyskał pseudonim Chmielu.

## Kariera reprezentacyjna
W barwach reprezentacji Polski do lat 18 występował na mistrzostwach świata juniorów do lat 18 w 2008, 2009 (Dywizja I). Z reprezentacją Polski do lat 20 wystąpił na mistrzostwach świata juniorów do lat 20 w 2010 (Dywizja I), 2011 (Dywizja II). Następnie został reprezentantem seniorskiej kadry Polski. Uczestniczył w turnieju mistrzostw świata w 2014 (Dywizja IB), 2015, 2016, 2017, 2018 (Dywizja IA), 2022 (Dywizja IB).

## Życie prywatne
Jego ojciec również był hokeistą. Jest wyznawcą kościoła zielonoświątkowego. Od lipca 2012 w związku małżeńskim z Pauliną Chmielewską.

## Sukcesy
Reprezentacyjne
- Awans do MŚ do lat 20 Dywizji I: 2011
- Awans do mistrzostw świata I Dywizji Grupy A: 2014, 2022

Klubowe
- Srebrny medal mistrzostw Polski: 2012 z Cracovią
- Złoty medal mistrzostw Polski: 2013 z Cracovią
- Puchar Polski: 2013 z Cracovią
- Srebrny medal mistrzostw Czech: 2015, 2018 z Oceláři Trzyniec
- Złoty medal mistrzostw Czech: 2019, 2021, 2022, 2023 z Oceláři Trzyniec
- Finał Pucharu Spenglera: 2019 z Oceláři Trzyniec

Indywidualne
- Mistrzostwa Świata Juniorów w Hokeju na Lodzie 2010/I Dywizja#Grupa B:
  - Czwarte miejsce w klasyfikacji strzelców turnieju: 4 gole[15]
- Mistrzostwa Świata Juniorów w Hokeju na Lodzie 2011/II Dywizja#Grupa B:
  - Pierwsze miejsce w klasyfikacji strzelców turnieju: 13 goli[16]
  - Siódme miejsce w klasyfikacji asystentów turnieju: 7 asyst[17]
  - Pierwsze miejsce w klasyfikacji kanadyjskiej turnieju: 20 punktów[18]
  - Pierwsze miejsce w klasyfikacji +/- turnieju: +18[19]
- Polska Hokej Liga (2013/2014):
  - Drugie miejsce w klasyfikacji strzelców w sezonie zasadniczym: 33 gole
  - Siódme miejsce w klasyfikacji asystentów w sezonie zasadniczym: 36 asyst
  - Trzecie miejsce w klasyfikacji asystentów w sezonie zasadniczym: 69 punktów
- Mistrzostwa Świata w Hokeju na Lodzie 2018/I Dywizja#Grupa A:
  - Piąte miejsce w klasyfikacji asystentów turnieju: 3 asysty[20]
- Puchar Spenglera 2019:
  - Skład gwiazd turnieju[21]